# 銀白斑粉蝶
銀白斑粉蝶（Scarlet Jezebel，學名：Delias argenthona），是屬於粉蝶科粉蝶亞科的一種蝴蝶，是斑粉蝶屬的一種。分佈於澳洲。雄蝶展翅寬62毫米，雌蝶寬61毫米。生活於疏林草原和沿海的千層樹林。

## 習性
成蟲常見於較寒冷的月份，經常在樹冠層高飛，又會吸食千層樹花蜜。雄性經常有登峰行為。一年多代，幼蟲的寄主為多種桑寄生植物。

## 亞種
- D. a. argenthona（指名亞種）－分佈於澳洲約克角半島至臥龍崗
- D. a. fragalactea (Butler, 1869) －分佈於北領地
- D. a. balli Hulstaert, 1923 －分佈於印尼馬老奇、西巴布亞東南部和托利斯海峽（Daru Island）

## 腳註
1. ↑  Braby, Michael F. . CSIRO Publishing. 2004: 174. ISBN 0643090274.

## 外部連結
- 维基共享资源上的相關多媒體資源：銀白斑粉蝶
- 維基物種上的相關：銀白斑粉蝶
- Delias argenthona （页面存档备份，存于） - Catalogue of Life （英文）
- Delias argenthona （页面存档备份，存于） - funet.fi